# Вінтерсдорфський міст
Вінтерсдорфський міст (нім. Rheinbrücke Wintersdorf, фр. Pont de Beinheim) — колишній залізничний міст, на середину 2020-х — автомобільний, перетинає Рейн між районом Раштату Вінтерсдорф і Байнгаймом, є транскордонним між Німеччиною та Францією.

## Географічне положення
Споруда розташована на 335,7 км Рейну і обслуговує державну дорогу 78b і відомчу дорогу D 87. До 1999 року міст також обслуговував залізницю Раштат — Стенбур.
Міст розташований у районі Іффецгайм, але названий на честь найближчого міста Вінтерсдорф. На момент побудови міст був єдиним постійним переходом через Рейн між Страсбургом і мостом Гермерсгайм.

## Міст 1895 року

### Вимоги
Велике герцогство Баденське як власник Державної залізниці Великого герцогства Баденського та Німецька імперія як власник Імперських залізниць  в Ельзасі-Лотарингії 23 травня 1892 року уклали державний договір про будівництво 37,6 км двоколійної залізниці від Раштата до Гагенау, яка є продовженням залізниці Грабен — Нойдорф — Карлсруе — Раштат, та продовженням чинної залізниці Раштат — Стенбур на лівому березі Рейну. Також було домовлено про будівництво нового мосту через Рейн. Зокрема, стратегічні міркування щодо ефективного переходу через Рейн між Баденом і Ельзасом на північ від Страсбурга призвели до цієї інвестиції.

### Будівництво
Будівництво мосту почалося в 1893 році. Генпідрядником було Aktiengesellschaft für Eisenindustrie und Brückenbau (Harkort). Міст мав довжину 555,7 м, три головні прольоти 92 м, а також чотири заливні отвори на західному березі та п’ять на східному, кожен з прольотом 31 м.  Три головні прольоти були металевими конструкціями у вигляді напівпараболічних фермових балок з ромбовидною безстійковою фермою та проїжджою частиною внизу. З самого початку міст спроектований для двоколійної залізниці.
Обабіч мосту оточувала пара масивних приземкуватих оборонних веж. Крім того, пара вузьких високих веж, покритих бароковими ковпаками, позначала переходи від наплавних прогонів до головних.
Міст було відкрито 1 травня 1895 року. На той час він мав назву Роппенгаймерський міст.

### Використання
Влітку 1914 року, за останнім мирним розкладом перед Першою світовою війною, мостом щодня курсували шість пар регіональних пасажирських поїздів, а також пара поїздів далекого прямування з Мюнхена до Люксембурга та пара експресів зі Страсбурга до Мюнхена. Під час Першої світової війни через міст відбувався інтенсивний рух військових поїздів на Західний фронт.
У 1919 році згідно Версальського договору весь міст став власністю Франції. Лише після введення в експлуатацію об’єднаної прикордонної станції у Вінтерсдорфі, яка була розширена – насамперед як велика вантажна станція – 17 грудня 1922 року рух поїздів було відновлено. 
У 1934 році через міст щодня курсувало п'ять пар пасажирських поїздів.

### Друга світова війна
12 жовтня 1939 року французькі війська підірвали міст. У березні 1941 року почалася реконструкція мосту в первісному вигляді. 3 травня 1942 року була введена в дію перша колія, 3 лютого 1943 року — друга. Мостом курсували щодня дві пари експресів і вісім пар пасажирських поїздів. 12 грудня 1944 року німецькі війська, відступаючи через Рейн, підірвали всі опори мосту, в результаті чого всі основні балки впали в річку.

## Міст 1949 року
Наприкінці 1947 року французький військовий уряд наказав відновити міст, за для поліпшення своїх шляхів постачання. Міст введено в дію в травні 1949 року. За винятком середньої верхньої будови мосту через річку, яку довелося замінити новою спорудою, старі верхні конструкції були підняті та відремонтовані. Конструкцію знову обладнали двома коліями, але одну сторону мосту підготували дошками для дорожнього руху. У наступні роки міст використовувався переважно для військових перевезень; рух пасажирських поїздів через кордон не відновлювався. 7 жовтня 1950 року рух пасажирських поїздів між Раштатом і Вінтерсдорфом було припинено. Вся залізнична лінія експлуатувалася лише як одноколійна.

З 1954 року утримання німецької частини мосту через Рейн фінансувалося Федеральним міністерством оборони через стратегічні інтереси НАТО. Для цього міст і сполучна траса мали бути проїзними на двох коліях протягом 48 годин. У 1960 році міст отримав рифлені рейки та нове асфальтове покриття для використання як двосмугового мосту. Останній рейс поїздів відбувся з 4 по 18 травня 1966 року, коли через відкриття Кельського мосту потяги між Німеччиною та Страсбургом було перенаправлено через Вінтерсдорфський міст.

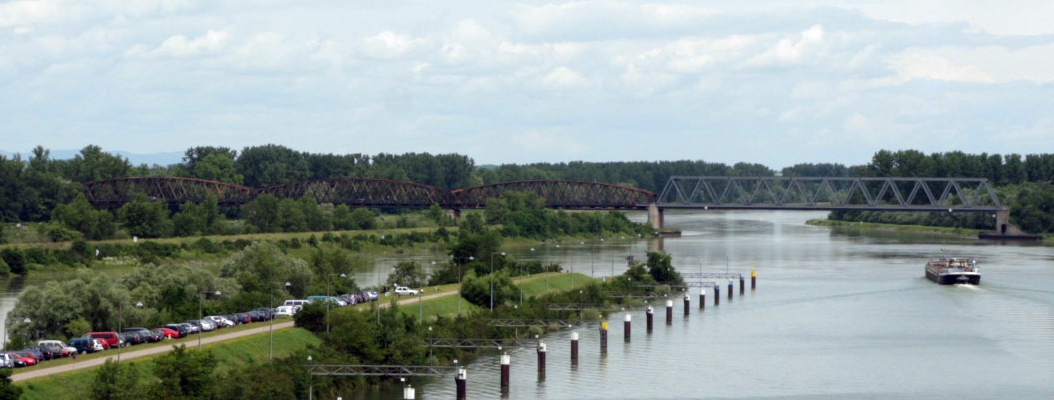
Вінтерсдорфський міст

У 1975 році міст був перебудований через розширення Рейну після побудови ГЕС Іффецгайм. Для нового судноплавного каналу п'ять малих носових мостів на стороні Бадену були замінені новою надбудовою з прольотом понад 150 м. Ця верхня будова, безстійково-кроквяна конструкція зі сталі, також була обладнана двома коліями для залізничного руху. При найвищому судноплавному рівні води утримується кліренс 9,26 м.

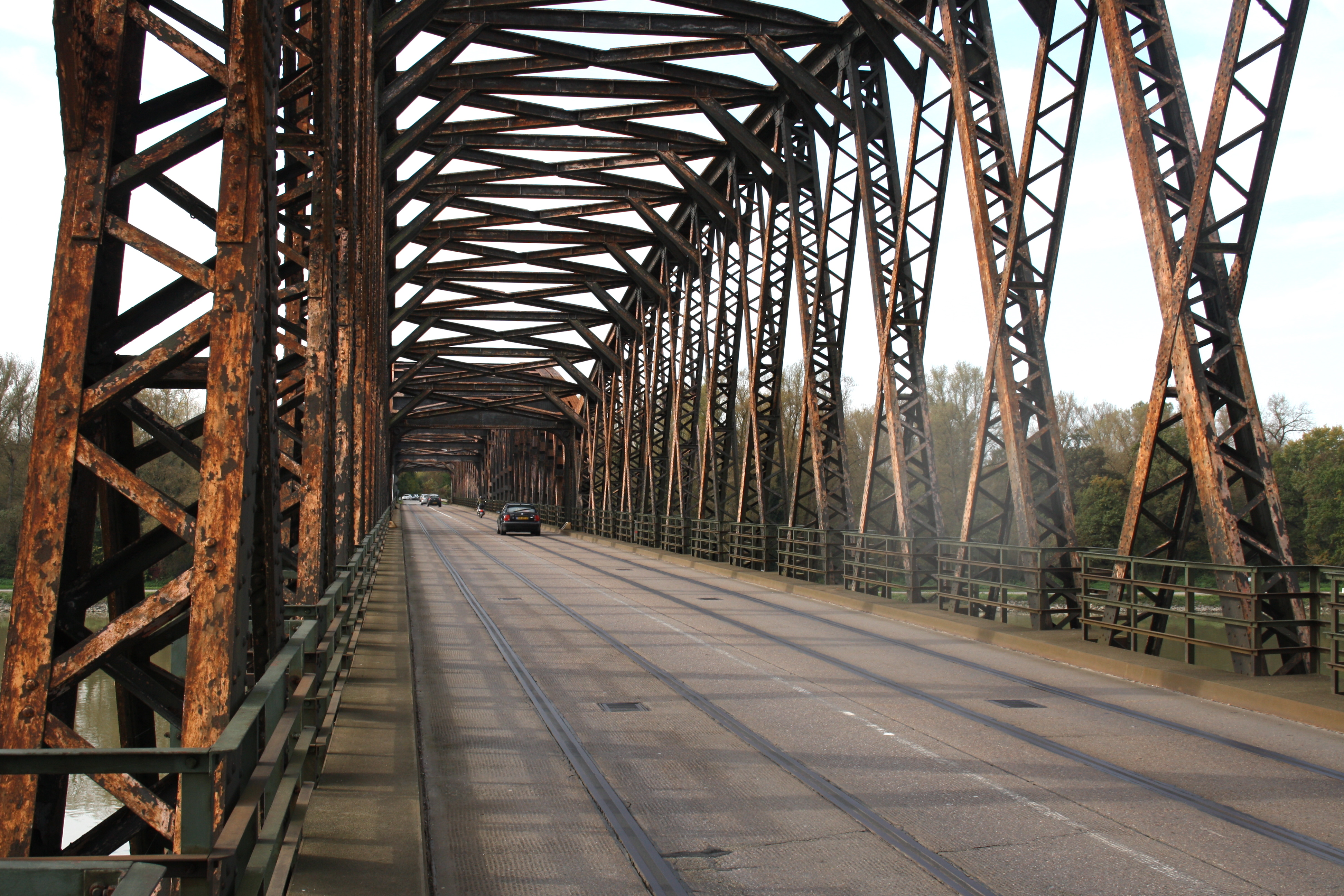

З початку 1998 року НАТО перестала цікавитися цією залізницею та мостом через Рейн. Відтоді технічне обслуговування було покладено на управління будівництва доріг Баден-Вюртемберга. Після скасування прикордонного контролю в 1995 році міст обслуговує зростаючий прикордонний і місцевий пасажирський рух між Ельзасом і Баденом для автомобілів до 7,5 т та велосипедистів.